# Autonoe karamani
Autonoe karamani is een vlokreeftensoort uit de familie van de Aoridae. De wetenschappelijke naam van de soort is voor het eerst geldig gepubliceerd in 1976 door Myers.